# Langelandia khaustovi
Langelandia khaustovi is een keversoort uit de familie somberkevers (Zopheridae). De wetenschappelijke naam van de soort werd in 2005 gepubliceerd door Drogvalenko.